# موریس فون کوتسبو
موریتز فون کوتسبو (به انگلیسی: Moritz von Kotzebue) (متولد 30 آوریل 1789 در کیکلا، استونی؛ † 22 فوریه 1861 در ورشو) یک ژنرال و نویسنده روسی آلمانی‌تبار و فرزند آوگوست فون کوتسبو نویسندهٔ آلمانی بود.

## کوتسبو در ایران
موریتز فون کوتسبو دریانورد و سربازی مجرب بود، که در میدان جنگ با سپاهیان ناپلئون بناپارت روبرو شده بود. او در رکاب آدام یوهان فون کروسنسترن و در معیت سفیر روسیه الکسی پترویچ یرمولوف، در سال ۱۸۱۷ به دربار فتحعلی شاه قاجار، پادشاه ایران سفر کرد. گزارش او از این سفر در سال ۱۸۱۹ به زبان آلمانی منتشر شد و ترجمه انگلیسی آن نیز در همان سال منتشر شد، او مدعی است که دیدگاهی متفاوت از نوشته‌های بریتانیایی‌ها دربارهٔ ایران ارائه می‌دهد. این اثر حاوی مجموعه ای از مشاهدات روزانه افراد و رویدادهای سفر از سن پترزبورگ به سلطانیه در زنجان است، جایی که سفیر با شاه ملاقات می‌کند. این کتاب در سال ۱۳۶۵ شمسی با عنوان «مسافرت به ایران؛ دوران فتحعلی شاه قاجار، ۱۸۱۷ میلادی» توسط محمود هدایت به فارسی ترجمه و توسط انتشارات جاویدان منتشر شده و منبع مفیدی برای تاریخ اجتماعی منطقه است.